# Ciżmówka płaska

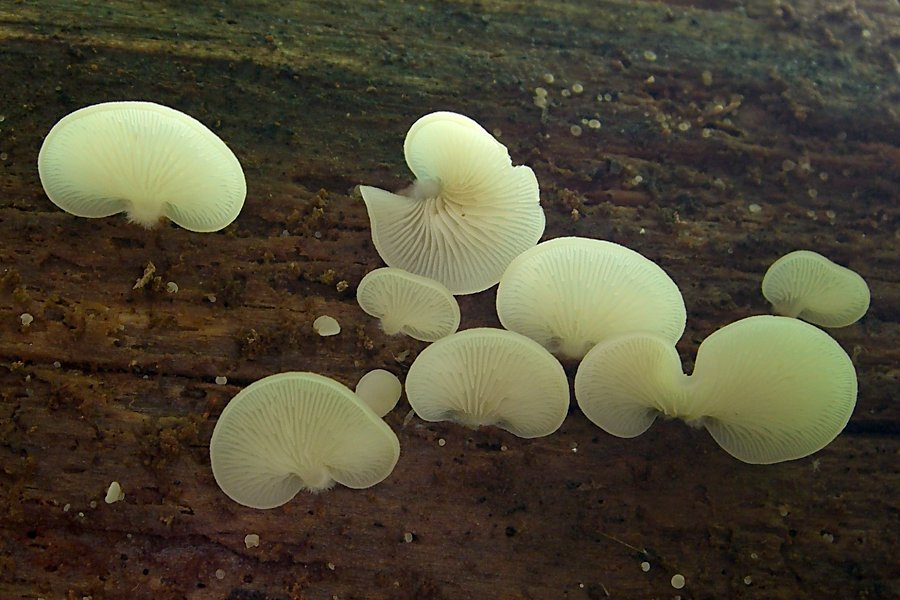

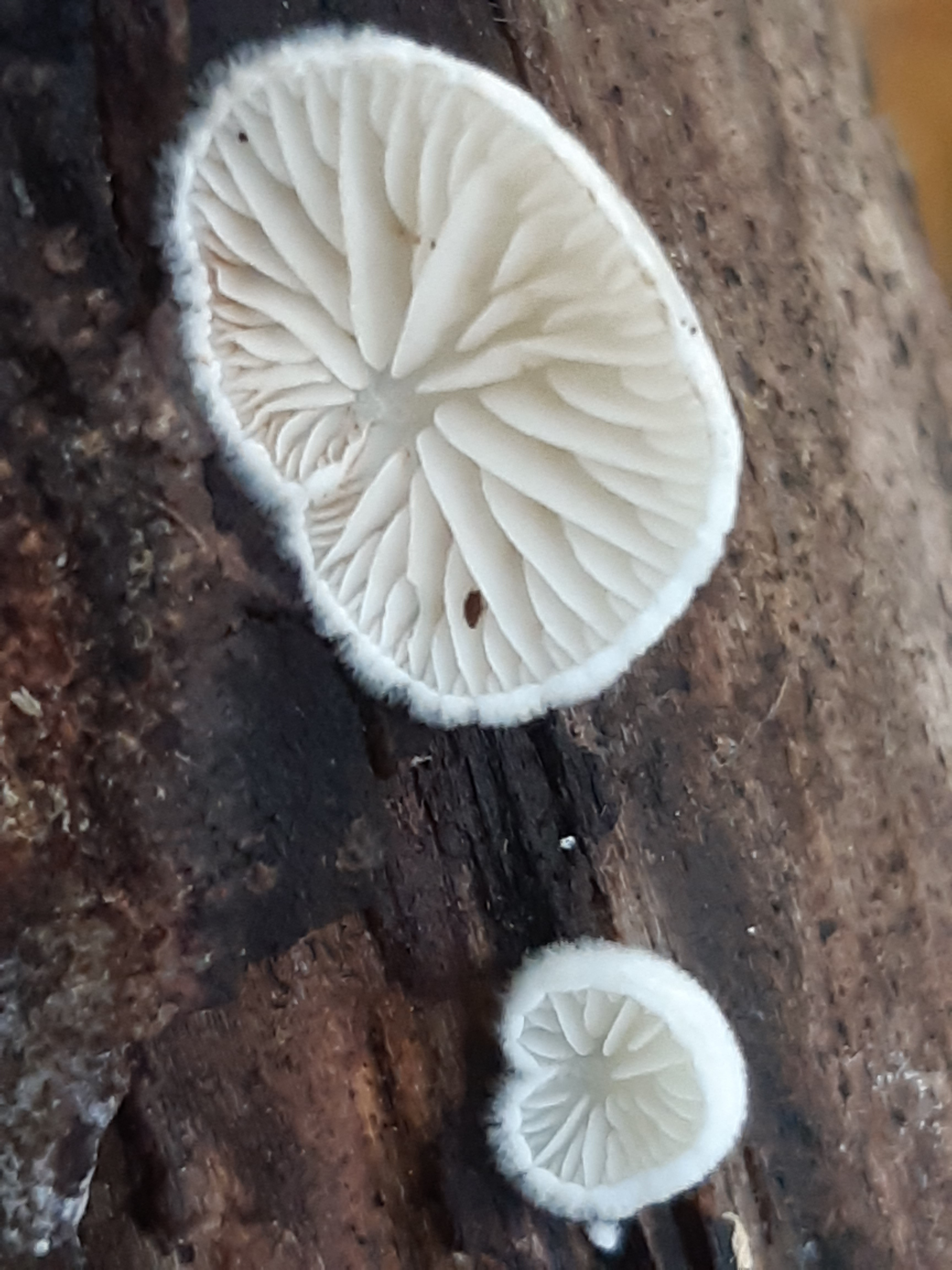

Ciżmówka płaska (Crepidotus applanatus (Pers.) P. Kumm.) – gatunek grzybów należący do rodzinyciżmówkowatych (Crepidotaceae).

## Systematyka i nazewnictwo
Pozycja w klasyfikacji według Index Fungorum: Crepidotus, Crepidotaceae, Agaricales, Agaricomycetidae, Agaricomycetes, Agaricomycotina, Basidiomycota, Fungi.
Po raz pierwszy takson ten zdiagnozował w 1796 r. Elias Fries nadając mu nazwę Agaricus applanatus. Obecną, uznaną przez Index Fungorum nazwę nadał mu w 1857 r. P. Kumm., przenosząc go do rodzaju Crepidotus.
Synonimy naukowe:
- Agaricus applanatus Pers. 1796
- Agaricus globiger Berk. 1872
- Agaricus putrigenus Berk. & M.A. Curtis 1859
- Crepidotus applanatus (Pers.) P. Kumm. 1871 var. applanatus
- Crepidotus applanatus var. diversus Hesler & A.H. Sm. 1965
- Crepidotus applanatus var. globiger (Berk.) Pilát 1948
- Crepidotus applanatus var. madagascariensis Henn.
- Crepidotus applanatus var. phragmocystidiosus Hesler & A.H. Sm. 1965
- Crepidotus applanatus var. subglobiger Singer8 1973
- Crepidotus globiger (Berk.) Sacc. 1887
- Crepidotus putrigenus (Berk. & M.A. Curtis) Sacc. 1887[2].

Nazwę polską podał Władysław Wojewoda w 1999 r. W polskim piśmiennictwie mykologicznym gatunek ten ma też nazwy: skórzak przypłaszczony, ciżmówka spłaszczona.

## Morfologia
Owocnik
Kapelusz o średnicy 1–3 cm, wachlarzowaty lub półkulisty. Do podłoża przyrasta bokiem. Jest higrofaniczny. Powierzchnia gładka i matowa, u młodych owocników biaława, z czasem staje się coraz ciemniejsza; kremowa, beżowa i na koniec brunatna. Brzeg kapelusza jest ostry, początkowo podwinięty. Na owocnikach w stanie wilgotnym jest nieco prążkowany. Blaszki szerokie, u młodych owocników białawe, później od zarodników stają się kremowe, na koniec ochrowobrązowe. Niewielki trzon występuje tylko u młodych owocników, u starszych zanika, lub jest mało widoczny. Miąższ cienki, początkowo biały, z czasem staje się kremowy. Smak i zapach niewyraźny.
Wysyp zarodników
Brązowy. Zarodniki kuliste, bardzo drobno punktowane lub chropowate. Czasami te chropowatości są tak drobne, że trudne do zauważenia. Rozmiar 4–6 μm.
Cechy mikroskopowe
Podstawki 18–26 × 6–8 µm, walcowato-maczugowate, 4-zarodnikowe ze sprzążką bazalną i licznymi małymi, oleistymi kroplami. Zarodniki (5,0–) 5,5–6,5 (–7,0) × (5,0–) 5,5–6,0 (7,0) µm, Q = 1,00–1,20, kuliste lub prawie kuliste, w KOH żółtawobrązowe, z różowawą zawartością, drobno brodawkowate z perysporą. Cheilocystydy 45–110 × 5–12 µm, zmienne, typowe są cylindryczne do wąsko butelkowatych, często z główkowatym lub zakrzywionym wierzchołkiem, niektóre rozgałęzione, niektóre z przegrodą, w niektórych przypadkach z dwiema, szkliste, cienkościenne, ale często grubościenne w części przyśrodkowej, do 3 µm grubości. Pleurocystyd brak, ale obficie występują strzępki podobne do pleurocystyd, o wymiarach 14–22 × 5–6 µm, nieregularnie cylindryczne lub maczugowate, często zakrzywione, skręcone lub zwężone, często z bocznym wierzchołkiem lub palcowatą wypukłością. Skórka zbudowana ze strzępek o szerokości 4–8 µm, szklistych lub z bladożółtawych, z rozproszonym, lub nieco ziarnistym, wewnątrzkomórkowym pigmentem, sporadycznie końce strzępek tworzą pileocystydy. Mają wymiar, 30–70 × 6–9 µm, są wąsko butelkowate, cylindryczne lub główkowate, szkliste.
Gatunki podobne
Istnieje wiele podobnych gatunków ciżmówek. W pewny i prosty sposób można rozpoznać tylko ciżmówkę miękką (Crepidotus mollis), gdyż ma charakterystyczną galaretowatą warstwę pod skórką. Pewne rozróżnienie pozostałych gatunków zazwyczaj nie jest możliwe bez badań mikroskopowych.

## Występowanie i siedlisko
Poza Antarktydą występuje na wszystkich kontynentach, także na wielu wyspach. W Polsce gatunek rzadki. Znajduje się na Czerwonej liście roślin i grzybów Polski. Ma status R – potencjalnie zagrożony z powodu ograniczonego zasięgu geograficznego lub rzadkości występowania.
Nadrzewny grzyb saprotroficzny. Rośnie na butwiejącym drewnie drzew liściastych, szczególnie na bukach, klonach, jesionach, na drzewach iglastych bardzo rzadko. Zazwyczaj występuje grupami.

## Znaczenie
Nadrzewny grzyb saprotroficzny, niejadalny. W Europie gatunek ten ze względu na marne walory smakowe i niewielki rozmiar nie jest zbierany do celów spożywczych. W Hongkongu jest grzybem jadalnym.